# 1708-й отдельный сапёрный батальон
1708-й отдельный сапёрный батальон  — воинская часть в вооружённых силах СССР во время Великой Отечественной войны

## История
Сформирован в октябре 1941 года в районе Москвы в составе 4-й сапёрной бригады, до декабря 1942 года занят на строительстве тыловых оборонительных рубежей восточнее Московской области. В составе действующей армии с 1 февраля по 3 октября 1942 года.
В январе 1942 года был направлен на Волховский фронт, где поступил в распоряжение 2-й ударной армии, обеспечивал строительство её укреплений и коммуникаций. Принимал участие вместе с армией в Любанской операции и Синявинской операции.
3 октября 1942 года переформирован в 272-й отдельный инженерный батальон.

## Подчинение
| Подчинение по месяцам | Подчинение по месяцам | Подчинение по месяцам | Подчинение по месяцам | Подчинение по месяцам |   |
| Дата                  | Фронт (округ)         | Армия                 | Бригада               | Примечания            |   |
| --------------------- | --------------------- | --------------------- | --------------------- | --------------------- | - |
| 1 января 1942 года    | Волховский фронт      | 2-я ударная армия     | -                     | —                     |   |
| 1 февраля 1942 года   | Волховский фронт      | 2-я ударная армия     | -                     | —                     |   |
| 1 марта 1942 года     | Волховский фронт      | 2-я ударная армия     | -                     | —                     |   |
| 1 апреля 1942 года    | Волховский фронт      | 2-я ударная армия     | -                     | —                     |   |
| 1 мая 1942 года       | Ленинградский фронт   | 2-я ударная армия     | -                     | —                     |   |
| 1 июня 1942 года      | Ленинградский фронт   | 2-я ударная армия     | -                     | —                     |   |
| 1 июля 1942 года      | Волховский фронт      | 2-я ударная армия     | -                     | -                     |   |
| 1 августа 1942 года   | Волховский фронт      | 2-я ударная армия     | -                     | -                     |   |
| 1 сентября 1942 года  | Волховский фронт      | 2-я ударная армия     | -                     | -                     |   |
| 1 октября 1942 года   | Волховский фронт      | 2-я ударная армия     | -                     | -                     | - |